# Uromyces vignae
Uromyces vignae ist eine Ständerpilzart aus der Ordnung der Rostpilze (Pucciniales). Der Pilz ist ein Endoparasit der Hülsenfrüchtlergattung Vigna. Symptome des Befalls durch die Art sind Rostflecken und Pusteln auf den Blattoberflächen der Wirtspflanzen. Sie ist weltweit verbreitet.

## Merkmale

### Makroskopische Merkmale
Uromyces vignae ist mit bloßem Auge nur anhand der auf der Oberfläche des Wirtes hervortretenden Sporenlager zu erkennen. Sie wachsen in Nestern, die als gelbliche bis braune Flecken und Pusteln auf den Blattoberflächen erscheinen.

### Mikroskopische Merkmale
Das Myzel von Uromyces vignae wächst wie bei allen Uromyces-Arten interzellulär und bildet Saugfäden, die in das Speichergewebe des Wirtes wachsen. Ihre Spermogonien wachsen oberseitig in kleinen Gruppen auf den Wirtsblättern. Die meist blattunterseitig und an Blattstielen wachsenden Aecien der Art sind weißlich und rissig. Ihre Aeciosporen sind 20–26 × 16–20 µm groß, ellipsoid bis langellipsoid und warzig. Die beidseitig und an Stielen wachsenden Uredien des Pilzes sind zimtbraun. Die hellgoldenen Uredosporen sind 25–30 × 20–23 µm groß, eiförmig bis breitellipsoid und stachelwarzig. Die beidseitig und an Blattstielen wachsenden Telien der Art sind schwarzbraun, pulverig und unbedeckt. Die Teliosporen sind einzellig, in der Regel eiförmig bis ellipsoid, glatt und meist 30–38 × 19–24 µm groß. Ihre Stiele sind farblos und bis zu 40 µm lang.

## Verbreitung
Das bekannte Verbreitungsgebiet von Uromyces vignae deckt sich mit der Verbreitung der Wirtsgattung und umfasst die ganze Welt, vor allem warme Regionen.

## Ökologie
Die Wirtspflanzen von Uromyces vignae sind verschiedene Vigna-Arten. Der Pilz ernährt sich von den im Speichergewebe der Pflanzen vorhandenen Nährstoffen, seine Sporenlager brechen später durch die Blattoberfläche und setzen Sporen frei. Die Art durchläuft einen makrozyklischen Entwicklungszyklus mit Spermogonien, Aecien, Telien und Uredien. Als autoöker Parasit macht sie keinen Wirtswechsel durch.